# Maria Llimona
Pour les articles homonymes, voir Llimona.
Maria Llimona i Benet, née à Barcelone le 3 février 1894 et morte le 26 octobre 1985 dans cette même ville, est une sculptrice espagnole.
Elle est l'une des membres d'une grande famille d'artistes catalans, les Llimona.

## Biographie
Née Maria Dolors Llimona, elle est la fille du sculpteur Josep Llimona i Bruguera et la sœur du peintre Rafael Llimona.
Elle s'initie à l'art assez tardivement, en 1937, et étudie en Italie sous la houlette de Rodolfo Castagnino.
En 1942, elle participe à l'Exposition des Beaux-arts de Barcelone avec le bronze intitulé Jeunesse, conservé au Musée national d'Art de Catalogne.
Entre 1939 et 1949, elle travaille aux sculptures des jardins de Santa Clotilde de Lloret de Mar, comprenant notamment cinq sirènes de bronze.
Elle intègre le cercle féminin intellectuel autour de la peintre russe Olga Sacharoff, où l'on retrouve les peintres Soledad Martínez, Marie Laurencin, Dagoussia et Ángeles Santos, la sculptrice Lluïsa Granero et les écrivaines Clementina Arderiu et Elisabeth Mulder.
En 1952, elle reçoit la commande de la sculpture pour le monument en hommage à Salvador Andreu, l'urbaniste concepteur de l'aménagement de la montagne du Tibidabo dont la sculpture originale, œuvre de Eusebi Arnau en 1927, a été fondue en 1936 au début de la guerre d'Espagne. Maria Llimona crée ainsi le marbre Muse.
Une grande partie de son œuvre est orientée vers le nu féminin, le portrait et la sculpture religieuse, dans un style proche du noucentisme, inspiré par son père Joan. Son oeuvre est aujourd'hui exposée au Musée National d'Art de Catalogne, au Monastère de Montserrat, au Musée de la Garrotxa et dans d'autres collections catalanes et étrangères.

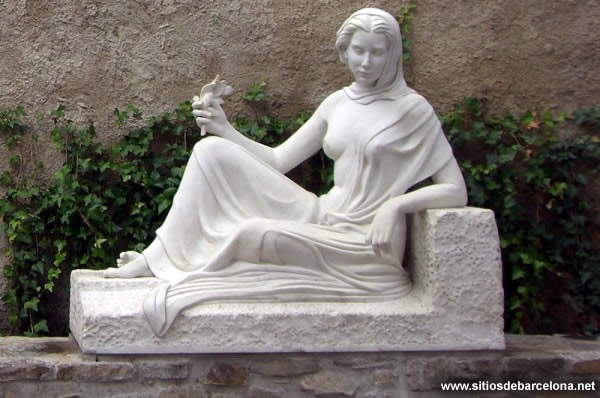
Muse, 1952 (Parc d'attractions du Tibidabo).
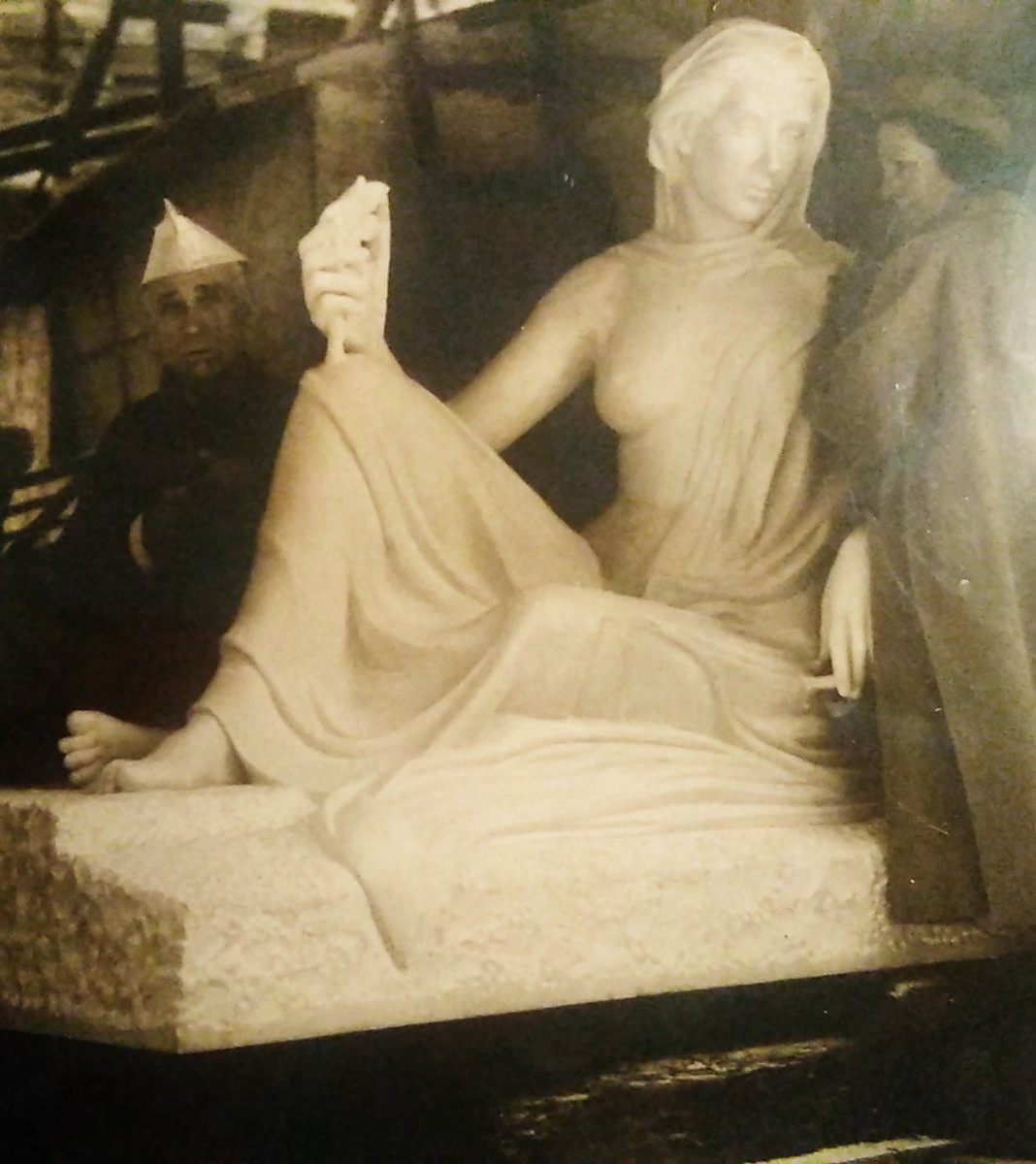
Maria Llimona et Vicenç Damian, Muse à l'atelier.